# Gens Annia

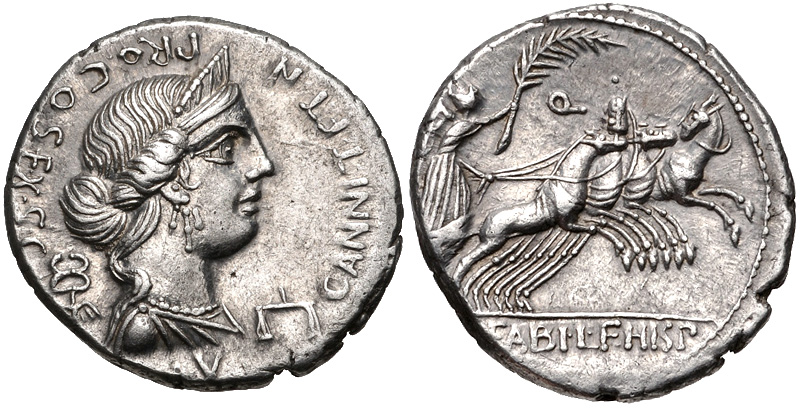
Denario coniato da Gaio Annio nell'81 a.C., raffigurante Anna Perenna e la Vittoria su una quadriga

La gens Annia era un'antica famiglia plebea romana. La prima persona della gens, menzionata da Tito Livio, è il pretore latino Lucio Annio di Setia, una colonia romana nel 340 a.C. Al tempo della seconda guerra punica, i suoi membri ebbero incarichi minori nelle magistrature a Roma, fino a quando Tito Annio Lusco fu nominato console nel 153 a.C. Membri importanti della gens sono conosciuti nella storia romana fino al III secolo.

## Origine dellagens
Sebbene Lucio Annio provenisse dalla città volsca di Setia, la sua origine sembra essere latina, e i nomi utilizzati dai vari membri di questa famiglia paiono coerenti con tale origine. Non si sa se gli Annii stabilitisi a Roma discendessero da Annio Lucio. Almeno uno dei primi Annii proveniva dalla Campania, ma a quel tempo la famiglia si era già stabilita a Roma.

## Praenomina
I praenomina usati dagli Annii comprendevano Titus, Lucius e Gaius. Gli Annii Lusci preferivano Titus e Gaius, mentre gli Annii Bellieni preferivano Lucius e Gaius. Altri membri della gens portavano i praenomina Lucius, Publius, Gaius e Quintus.

## Rami ecognomina
Un certo numero di Annii durante la Repubblica non portò alcun cognomen. I rami principali degli Annii portavano i cognomina Luscus e Bellienus (o Bilienus); Luscus stava ad indicare problemi di vista. Un altro membro di questa famiglia portava l'agnomen Rufus, probabilmente un riferimento ai suoi capelli rossi; tra gli altri cognomina della famiglia ci sono Asellus, Cimber, Pollio e Milo.

## Membri dellagens

### Annii Lusci
- Marco Annio Lusco, triumviro inviato alla fondazione delle colonie nella Gallia Cisalpina nel 218 a.C., costretto, da una improvvisa rivolta dei Galli Boi, a rifugiarsi a Mutina;[2]
- Tito Annio Lusco, inviato nel 172 a.C. presso Perseo di Macedonia per interrompere il trattato di amicizia,[3] e triumviro nel 169 a.C. per accrescere la popolazione della colonia di Aquileia;[4]
- Tito Annio Lusco, console nel 153 a.C. che si oppose come oratore al tribuno Tiberio Sempronio Gracco nel 133 a.C.[5]
- Tito Annio Lusco Rufo, console nel 128 a.C.
- Gaio Annio Lusco, comandante della guarnigione di Leptis Magna durante la guerra giugurtina condotta nel 108 a.C. da Quinto Cecilio Metello Numidico; nell'81 a.C. venne inviato da Silla contro Quinto Sertorio;
- Tito Annio Milone, tribuno della plebe nel 57 a.C. e invano difeso da Cicerone dopo l'assassinio di Publio Clodio Pulcro nel 52 a.C.[6]

### Annii Bellieni
- Lucio Annio Bellieno, pretore nel 107 a.C., fu agli ordini di Gaio Mario nelle guerre contro Giugurta e Bocco I;[7]
- Lucio Annio Bellieno, zio di Catilina, al quale Silla ordinò di uccidere il generale Quinto Lucrezio Ofella, che fu condannato nel 64 a.C.
- Gaio Annio Bellieno, legatus di Marco Fonteio nella Gallia Narbonense nel 72 a.C.[8]
- Lucio Annio Bellieno, che ebbe la casa bruciata dopo l'assassinio di Cesare nel 44 a.C.[9]

### Altri membri
- Lucio Annio, il pretore latino di Setia nel 340 a.C., che chiese l'uguaglianza per i Latini;
- Annio, un liberto, ritenuto il padre di Gneo Flavio, edile curule nel 304 a.C.[10]
- Lucio Annio, tribuno della plebe nel 110 a.C.[11]
- Publio Annio, tribunus militum nell'87 a.C., assassinò l'oratore Marco Antonio e ne portò la testa a Mario;[12]
- Gaio Annio, inviato da Silla nell'82 a.C. in Spagna contro Sertorio, che fu costretto a rifugiarsi a Carthago Nova;[13]
- Quinto Annio, senatore, uno dei congiurati di Catilina nel 63 a.C.[14]
- Gaio Annio Cimbro, uno dei seguaci di Marco Antonio;
- Gaio Annio Pollione, triumvir monetalis nel 9 a.C.;[15]
- Gaio Annio Pollione, figlio del precedente[16], console suffetto forse nel 18 o nel 21 o nel 22, accusato di laesa majestas durante il regno di Tiberio;[17]
  - Lucio Annio Viniciano, figlio del precedente[18], console suffetto probabilmente nel 40[19], architetto della congiura del gennaio 41 contro Caligola[20] e oppositore di Claudio, durante una rivolta contro il quale si suicidò nel 42[21].
    - Annio Pollione, figlio del precedente e genero di Quinto Marcio Barea Sorano[22], fu esiliato nel 65 con l'accusa di aver partecipato alla congiura di Pisone;[23]
    - Lucio Annio Viniciano, fratello del precedente e genero del grande generale Gneo Domizio Corbulone[24], avrebbe architettato una congiura contro Nerone tra 65 e 66[25];
- Annio Fausto, uomo di rango equestre, delator al tempo di Nerone, accusato da Vibio Crispo, fu condannato dal Senato nel 69 d.C.;[26]
- Annio Gallo, generale romano, servì sotto gli imperatori Otone e Vespasiano;
- Publio Annio Floro, storico e poeta romano;
- Appio Annio Trebonio Gallo, senatore romano e console nel 108,[27] forse figlio di Appio Annio Gallo, console suffetto nel 67, padre di:
  - Appio Annio Trebonio Gallo, senatore romano e console suffetto nel 139,[28] padre di:
    - Appio Annio Atilio Bradua, senatore romano, console ordinario nel 160;[28]
    - Annia Regilla, sorella di Atilio Bradua, che sposò Erode Attico;
- Marco Annio Vero, senatore romano e tre volte console, padre di:
  - Faustina maggiore, imperatrice romana che sposò il futuro imperatore romano Antonino Pio;
  - Marco Annio Vero, padre dell'imperatore Marco Aurelio e di Annia Cornificia Faustina;
  - Marco Annio Libone, senatore romano e due volte console, nel 128 e nel 161, padre di:
    - Marco Annio Flavio Libone, console nel 204 e di Annia Fundania Faustina;
- Lucio Annio Fabiano, console suffetto nel 141, padre di:
  -  ?, padre di:
    - Lucio Annio Fabiano, console nel 201;
- Lucio Annio Arriano, console nel 243;
- Floriano, imperatore romano nel 276;
- Gaio Annio Anullino, console nel 295;
- Gaio Annio Tiberiano, un politico dell'Impero romano.